# Zygothrica neolinea
Zygothrica neolinea är en tvåvingeart som beskrevs av David Grimaldi 1987. Zygothrica neolinea ingår i släktet Zygothrica och familjen daggflugor. Inga underarter finns listade i Catalogue of Life.